# Dielova

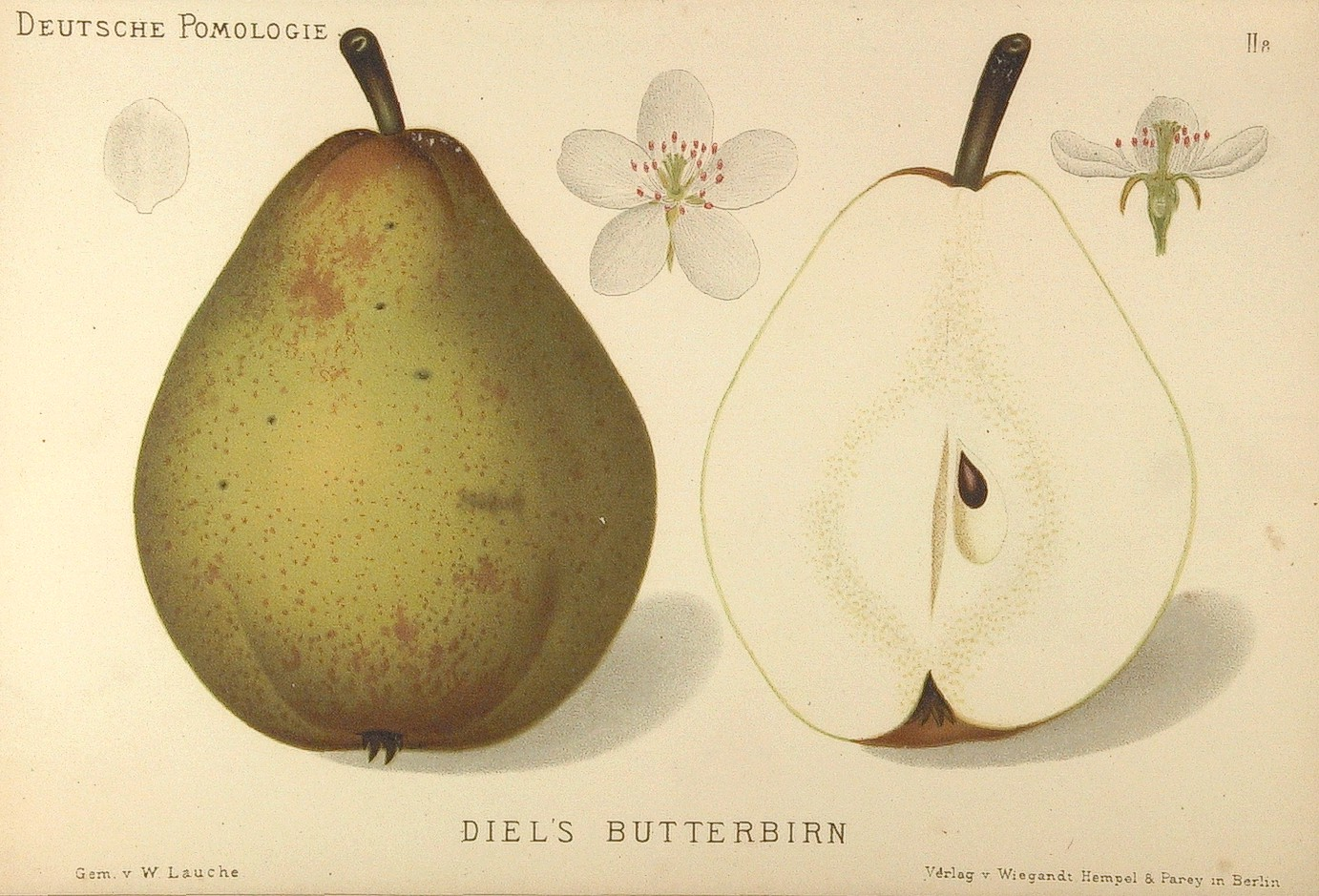

Dielova (Pyrus communis 'Dielova') je ovocný strom, kultivar druhu hrušeň obecná z čeledi růžovitých. Plody jsou řazeny mezi odrůdy zimních hrušek, sklízí se v říjnu, dozrává od listopadu, skladovatelná je do prosince.

## Historie

### Původ
Byla nalezena v Belgii,  ředitelem Van Monsových školek u Vilvoarden kolem roku 1800. Byla nazvána podle pomologa Augustina Diela, který ji popsal v roce 1816. Od roku 1817 se šíří i v Čechách. V letech 1850 - 1910 byla jednou z hlavních odrůd zimních hrušní.

## Vlastnosti
Odrůda je cizosprašná. Je špatný opylovač. Vhodnými opylovači jsou odrůdy Avranšská, Boscova lahvice, Konference, Magdalenka, Charneuská, Červencová, Neliska zimní, Pařížanka, Williamsova.

### Růst
Růst odrůdy je bujný, ale habitus je vždy poněkud nepravidelný, pyramidální. Zmlazování doporučeno.

## Plodnost
Plodí časně, hojně a s pravidelnou probírkou plůdků i pravidelně. Plody propadávají, nesnáší pozdnější sklizeň.

## Plod
Plod je hruškovitý, baňatý, nestejný, velký (200 g z vyšších tvarů, 400 g z nízkých tvarů). Slupka drsná, při sklizni zelená, později žlutě zbarvená. Dužnina je nažloutlá jemná, máslovitá, šťavnatá, nasládlá, kořenitá. Dužnina kaménčitá.

## Choroby a škůdci
Odrůda je považována za náchylnou k strupovitosti ale i namrzání a slunečnímu úžehu. Během skladování zraje nestejně. Plody padají.

## Použití
Dobře snese přepravu po sklizni. Je vhodná ke skladování a přímému konzumu. Odrůdu lze použít do teplých a chráněných poloh.